# NGC 7540-1
NGC 7540-1 (другие обозначения — PGC 70788, ZWG 454.10) — эллиптическая галактика (E) в созвездии Пегас.
Этот объект входит в число перечисленных в оригинальной редакции «Нового общего каталога».